# Trichomyia kenricki
Trichomyia kenricki är en tvåvingeart som beskrevs av Duckhouse 1972. Trichomyia kenricki ingår i släktet Trichomyia och familjen fjärilsmyggor. Inga underarter finns listade i Catalogue of Life.